# Миллер, Евгений Владимирович
Евге́ний Влади́мирович Ми́ллер (род. 17 февраля 1978, Новосибирск, РСФСР, СССР) — российский актёр театра и кино. Заслуженный артист Российской Федерации (2023).

## Биография
Евгений Миллер родился 17 февраля 1978 года в Новосибирске в еврейской семье. Отец — работник комитета культуры (в дальнейшем — директор Новосибирской филармонии и министр культуры Новосибирской области), мать — акушер-гинеколог. 
В юности играл в КВН, будучи членом школьной сборной. Своё будущее предполагал связать либо с лингвистикой (эту профессию выбрала его сестра), либо с драматическим искусством.
В 1999 году окончил актёрский факультет Российской академии театрального искусства (ГИТИС) (курс Валентина Теплякова и Марины Кайдаловой).
С 1999 по 2005 годы работал в Новосибирском академическом молодёжном театре «Глобус».
С 2005 года по март 2007 года служил в труппе Московского драматического театра имени Н. В. Гоголя.
С марта 2007 года по настоящее время — артист Московского театра Олега Табакова.

## Творчество

### Театральные работы

#### Новосибирский академический молодёжный театр «Глобус»
- 1998 — «Чайка» (режиссёр — Борис Морозов) —
- 2002 — «Женитьба Фигаро» по пьесе «Безумный день, или Женитьба Фигаро» Пьера де Бомарше (режиссёр — Александр Галибин) — Фигаро, графский камердинер
- 2003 — «Вишнёвый сад» по одноимённой пьесе Антона Павловича Чехова (режиссёр — Игорь Лысов) — Ермолай Алексеевич Лопахин, купец
- 2003 — «Старший сын» по одноимённой пьесе Александра Вампилова (режиссёр — Н. Тимофеев) — Васенька, десятиклассник, сын Андрея Григорьевича Сарафанова
- 2004 — «Наш человек» («На всякого мудреца …») (режиссёр — Валерий Фокин) —
- 2004 — «Монарх» по пьесе «Блудница» современного английского драматурга Рашель Эллис (режиссёр — Игорь Лысов) — Томас Кромвель
- 2005 — «Бешеные деньги» по одноимённой пьесе Александра Островского (режиссёр — С. Яшин) — Егор Дмитрич Глумов

#### Московский драматический театр имени Н. В. Гоголя
- 2005 — «Роман с кокаином» по одноимённому роману Михаила Агеева (режиссёр — Дмитрий Петрунь) —
- 2006 — «Что тот солдат, что этот» по пьесе Бертольта Брехта (режиссёр — Константин Богомолов) —

#### Московский театр Олега Табакова
- 2007 (по настоящее время) — «Женитьба Белугина» по одноимённой пьесе Александра Островского и Николая Соловьёва (режиссёр-постановщик — Сергей Пускепалис; премьера — 24 января 2007 года) — Андрей Гаврилович Белугин
- 2007 — «Рассказ о счастливой Москве» по роману «Счастливая Москва» Андрея Платонова (режиссёр-постановщик — Миндаугас Карбаускис; премьера — 29 апреля 2007 года) — Самбикин, хирург
- 2007 — «Затоваренная бочкотара» по одноимённой повести Василия Аксёнова (инсценировка и постановка — Евгений Каменькович; премьера — 7 сентября 2007 года) — Вадим Афанасьевич Дрожжинин, консультант по Халигалии
- 2007 — «Похождение», составленное по поэме «Мёртвые души» Николая Васильевича Гоголя (режиссёр — Миндаугас Карбаускис) —
- 2007 — «Процесс» по одноимённому роману Франца Кафки (режиссёр — Константин Богомолов; премьера — 23 ноября 2007 года) — Вилем, следователь / Гульд, адвокат
- 2008 — «Отцы и дети» по одноимённому роману Ивана Сергеевича Тургенева (автор сценической версии и режиссёр — Константин Богомолов; премьера — 30 марта 2008 года) — Евгений Васильевич Базаров, нигилист, студент, учится на лекаря
- 2008 — «Старший сын» по одноимённой пьесе Александра Вампилова (режиссёр — Константин Богомолов) — Семён Севостьянов (Сильва), торговый агент
- 2013 — «Двенадцатая ночь» по одноимённой пьесе Уильяма Шекспира (режиссёр-постановщик — Михаил Станкевич; премьера — 11 июня 2013 года) — Сэр Тоби Белч, дядя графини Оливии
- 2014 — «Эмма» по пьесе Александра Марина по роману «Мадам Бовари» Гюстава Флобера (режиссёр-постановщик — Александр Марин; премьера — 19 февраля 2014 года) — Рудольф
- 2014 (по настоящее время) — «Три сестры» по одноимённой пьесе Антона Павловича Чехова (режиссёр-постановщик — Александр Марин; премьера — 24 октября 2014 года) — Александр Игнатьевич Вершинин, подполковник, батарейный командир
- 2015 (по настоящее время) — «Вий» по одноимённой повести Николая Васильевича Гоголя (режиссёр-постановщик — Василий Сигарев; премьера — 5 июня 2015 года) — Дорош
- 2016 — «Зеркало над супружеским ложем» по пьесе «Old Saybrook» Вуди Аллена (режиссёр-постановщик — Олег Тополянский; премьера — 16 июня 2016 года) — Норман[2]
- 2018 (по настоящее время) — «Разговоры после…» по пьесе «Разговоры после похорон» Ясмины Резы (режиссёр-постановщик — Данил Чащин; премьера — 15 января 2018 года) — Натан
- 2019 (по настоящее время) — «Русская война Пекторалиса» по пьесе Олега Грисевича по мотивам повести «Железная воля» Николая Семёновича Лескова (режиссёр-постановщик — Сергей Пускепалис; премьера — 7 марта 2019 года) — Жига[3]
- 2019 (по настоящее время) — «Скамейка» по одноимённой пьесе Александра Гельмана (режиссёр — Алексей Мурадов; премьера — 18 апреля 2019 года) — Он

### Фильмография
1. 2004 — Кодекс чести 2 — Ильяс
2. 2005 — Адъютанты любви — Клеон
3. 2006 — Аэропорт 2 — Пётр Чирков
4. 2006 — Кодекс чести 3 (фильм № 7 «Смерти вопреки») — Ильяс
5. 2006 — Кромъ — сотрудник таможни
6. 2006 — Острог. Дело Фёдора Сеченова
7. 2006 — Папа на все руки — Анатолий
8. 2006 — Кромъ — таможенник
9. 2006 — Тюрьма особого назначения — оперативник
10. 2007 — Закон и порядок. Преступный умысел (фильм № 4 «Под прикрытием») — Максим Хмуров, управляющий ночным клубом «Инка»
11. 2007 — Человек без пистолета (фильм № 3 «Погоня за незнакомкой») — Лёха
12. 2008 — Кружева — Владимир Красновский, бывший однокурсник Евгении Вершининой
13. 2009 — Песочный дождь — Леонид
14. 2009 — Человек с бульвара Капуцинок — Денира
15. 2010 — Всё ради тебя — эпизод
16. 2010 — Гаражи (серия № 4 «Жених из Бердичева») — Роман, родственник Ёркина из города Бердичева
17. 2010 — Метель — Григорий Алексеевич, директор фабрики
18. 2010 — Назад в СССР — Виктор, таксист, жених Наташи Смирновой
19. 2010 — Объявлен в розыск — Олег, бизнесмен, бывший парень Марии
20. 2011 — Крутые берега — Виктор Антипов
21. 2011 — Новости — Сергей Васильевич Пономарёв, друг детства Валерия Полуянова
22. 2011 — Ялта-45 — Жора (Георгий Арутюнович) Маркаров, следователь уголовного розыска города Ялты, капитан, армянин по национальности
23. 2012 — Без следа — Денис Ермолов, капитан
24. 2012 — Опережая выстрел — Анатолий Репин
25. 2012 — Осенний лист — Виктор Мальков, бармен, муж Ольги
26. 2012 — Три товарища — Сергей Лапчиков («Лапа»)
27. 2013 — Балабол (фильм № 1 «Последний пассажир») — Вадим Грушницкий
28. 2013 — Департамент — Виталий Викторович Лосёнок, сотрудник ДПС / Василий Викторович Лосёнок, брат-близнец Виталия, городской сумасшедший
29. 2013 — Убить Сталина — Игорь Михайловский, старший лейтенант госбезопасности
30. 2013 — Умельцы — Дмитрий Борисович Петрухин, капитан, бывший оперуполномоченный полиции
31. 2014 — Куприн. Яма — Семён Яковлевич Горизонт, муж Любы
32. 2015 — Ленинград 46 (фильмы № 1-8 — серии № 1-32) — Юрий Алексеевич Ребров, капитан милиции (затем — майор), начальник отдела по борьбе с бандитизмом
33. 2015 — Алхимик. Эликсир Фауста — князь Феликс Феликсович Юсупов
34. 2015 — Двойная сплошная — Александр Соколов, бизнесмен
35. 2015 — Людмила Гурченко — Вадим Орлов, четвёртый муж Людмилы Гурченко (прототип — Иосиф Кобзон)
36. 2016 — Наше счастливое завтра — Валентин Козырев (Валя «Филармония»), вор-карманник[4]
37. 2017 — Крылья империи — Лев Давидович Троцкий
38. 2017 — Двойная сплошная 2 — Александр Соколов, бизнесмен
39. 2017 — Отель счастливых сердец — Александр Якунин, подполковник МЧС
40. 2018 — Динозавр — Вячеслав Николаевич Христофоров, следователь, подполковник юстиции
41. 2018 — Всё об его бывшей — Игорь Матвеев, юрист, бывший муж Наташи
42. 2018 — Цена прошлого — Олег Демьяненко, любовник и бывший одноклассник Марии Головиной
43. 2018 — Сухарь — Юрий Андреевич Ефимов, прораб, сотрудник архитектурного бюро «Пенаты»
44. 2019 — Скажи что-нибудь хорошее — Андрей Сергеевич Королёв, глава концерна «Горизонт»
45. 2019 — Герой по вызову — Иван Сергеевич Лутошин, врач-невролог[5][6]
46. 2020 — Чёрное море — Николай Борисович Столяров (Панин), резидент Абвера в Новороссийске
47. 2021 — Трудные подростки (3 сезон) — папа Фила
48. 2023 — Цикады — Иван Денисов
49. 2025 — В списках не значился — сержант Федорчук

## Признание и награды
- 2003 — лауреат премии «Парадиз» за лучшую роль в драматическом спектакле — за роль Васеньки в спектакле «Старший сын» по одноимённой пьесе Александра Вампилова (режиссёр — Н. Тимофеев) на сцене Новосибирского академического молодёжного театра «Глобус».
- 2023 — Заслуженный артист Российской Федерации (6 июня 2023 года) — за вклад в развитие отечественной культуры и искусства, многолетнюю плодотворную деятельность[7].